# The Jimi Hendrix Experience
The Jimi Hendrix Experience (The Experience) — британско-американская рок-группа в формате пауэр-трио, образованная в Вестминстере, Лондон, в сентябре 1966 года. В её состав входили: гитарист, певец и автор большинства песен Джими Хендрикс, барабанщик Митч Митчелл и басист Ноэль Реддинг. Группа активно гастролировала, Группа выпустила несколько хит-синглов, таких как «Hey Joe», «Purple Haze», «The Wind Cryes Mary», «Burning of the Midnight Lamp» и «All Along the Watchtower», а также три успешных альбома: Are You Experienced (1967), Axis: Bold as Love (1967) и Electric Ladyland (1968). В июне 1969 года она распалась. Оказав большое влияние на популяризацию хард-рока и психоделического рока, группа была наиболее известна мастерством, стилем и харизмой своего фронтмена Хендрикса. После распада группы в июне 1969 года Хендрикс экспериментировал с различными составами, однако к апрелю 1970 года он снова начал записываться с Митчеллом и басистом Билли Коксом, и трио начало турне Cry of Love. Не имея нового названия для своего ансамбля, трио иногда рекламировалось как «The Jimi Hendrix Experience». Название никогда не было официально оформлено, но иногда появляется на альбомах, выпущенных без Реддинга. Трио Хендрикс-Кокс-Митчел гастролировало и записывалось в США с апреля по август 1970 года. В конце августа начался европейский этап тура в качестве хедлайнера на фестивале Isle of Wight Festival 1970. Во время перерыва в турне Хендрикс умер 18 сентября 1970 года.
Все три студийных альбома группы, Are You Experienced, Axis: Bold as Love и Electric Ladyland, вошли в топ-100 списка Rolling Stone 500 величайших альбомов всех времен, заняв позиции 15, 82 и 54 соответственно. В 1992 году группа была включена в Зал славы рок-н-ролла.

## История

### Создание группы
История The Jimi Hendrix Experience началась со знакомства Джими Хендрикса, выступавшего на тот момент под псевдонимом Джимми Джэймс (Jimmy James) с Чесом Чендлером в конце июля 1966 года. Чендлер, гастролировавший тогда по США в составе The Animals, услышал про Хендрикса от Линды Кит, подруги Кита Ричардса. Она знала, что Чендлер планирует оставить деятельность концертирующего музыканта и в дальнейшем быть продюсером, и сказала, что в Гринвич-Виллидже есть один «просто великолепный» парень. После этого Чендлер пошёл с ней на концерт Хендрикса в Cafe Wha?. Придя ещё до начала выступления, они стали говорить про Хендрикса. Таким образом, как позже утверждал Чендлер, у него возникла идея взять Хендрикса в Англию ещё до того, как он услышал выступление. Хендрикс играл блюз в сопровождении барабанщика и бас-гитариста и не пел, поскольку не считал себя певцом. По словам Чендлера, Хендрикс не делал на сцене ничего такого, чем потом прославился в The Jimi Hendrix Experience, однако уже тогда Чендлер не сомневался, что Хендрикс фантастически талантлив. Заниматься делами нового исполнителя Чендлер решил не один. В помощники себе он выбрал Майка Джеффери, на тот момент менеджера The Animals.
Предложение переехать в Англию Хендрикс воспринял сдержанно. Наиболее важным с точки зрения Хендрикса из того, что мог ему дать такой переезд, была возможность личного знакомства с Эриком Клэптоном, поэтому Хендрикс спросил Чендлера, знаком ли тот с Клэптоном. Чендлер ответил, что отлично его знает. Тогда Хендрикс спросил, познакомит ли он его с Эриком Клэптоном, если возьмёт в Англию. Чендлер заверил, что когда Эрик его услышит, то сам захочет познакомиться. Тогда Хендрикс дал согласие.
Уехать в Англию немедленно было невозможно. Было необходимо оформить паспорт и найти свидетельство о рождении Хендрикса. На это ушло несколько недель. К тому времени Чендлер успел отыграть турне с The Animals по США и покинуть группу (то есть остаться в США со своим «подопечным», в то время как остальные вернулись в Англию). Хендрикса и Чендлера роднило увлечение научной фантастикой, что впоследствии отразилось на ряде текстов будущей группы. Тогда же Чендлер предложил артисту изменить сценическое имя на Джими (с одной «м») Хендрикс.
Перед отъездом в Англию Хендрикс изрядно нервничал. 23 сентября 1966 года он прибыл в Англию на самолёте. Опасения оказались напрасными, и через некоторое время Хендрикс почувствовал себя в Англии вполне свободно. Он поселился в отеле Hyde Park Towers и вскоре перезнакомился с музыкантами Лондона.
Хендрикс и Чендлер занялись поиском музыкантов. Будучи в курсе, что бывший вокалист The Animals Эрик Бёрдон планирует сформировать новый состав, Чендлер дал объявления о прослушивании для Eric Burdon & The New Animals, из которого он планировал найти кандидатов и для группы Джими Хендрикса.
Так был найден Ноэль Реддинг. У него тогда были очки, как у Джона Леннона, и шевелюра, как у Хендрикса.

Мне было двадцать лет. Я взял гитару и отправился в Лондон с десятью шиллингами в кармане. Я собирался устроиться на работу, когда увидел в Melody Maker, что Эрику Бёрдону нужен гитарист. Я сразу поехал и сыграл в клубе под названием Phone Booth. Там был Чес Чендлер, а мимо проходил Эрик Бёрдон — настоящие звёзды! Чес спросил меня, с кем я играл раньше, а я сказал, что с Джонни Киддом. Я правда у него играл — на его гитаре в артистической уборной.
Оригинальный текст (англ.)I was twenty. I got me guitar and went to London with ten bob in my pocket. I was going to take a job when I saw in the Melody Maker that Eric Burdon wanted a guitarist. I went round and played at this club called The Phone Booth. Chas Chandler was there and Eric Burdon walked past - real stars! Chas asked me who I had played with, and I said Johnny Kidd. I had - I'd once played with his guitar in a dressing room.
— Ноэль Реддинг
К моменту приезда Реддинга в Лондон Бёрдон уже нашёл гитариста, поэтому на приглашение Чендлера прийти на прослушивание Реддинг ответил согласием. Когда Чандлер спросил Реддинга умеет ли тот играть на бас-гитаре, Реддинг ответил: «Нет, но я научусь». 28 сентября 1966 года Реддинг познакомился с Хендриксом, который показался ему весьма приятным и дружелюбным. Хендрикс угостил Реддинга выпивкой и сказал, что только что приехал из Америки, после чего показал несколько аккордов, и они стали играть «Hey Joe». Всего было сыграно три композиции без вокала. За ударными сидел Эйнсли Данбар. По словам Реддинга, это совсем не походило на прослушивание. По окончании прослушивания Джими Хендрикс и Ноэль Реддинг пошли в паб, где беседовали о музыке. Там Хендрикс предложил Реддингу играть в группе. На следующий день репетиции продолжились.
Эйнсли Данбар был наиболее вероятным кандидатом на должность барабанщика, но в итоге барабанщиком группы стал Джон Митчелл по прозвищу Митч за «удивительно быструю и чёткую игру». Митч Митчелл, джазовый барабанщик-самоучка, имел уже солидный послужной список. В числе групп, в которых он работал, были Johnny Kidd & The Pirates, Riot Squad, The Tornadoes. На тот момент он покинул группу Georgie Fame and the Blue Flames. Чендлер, узнав об этом, предложил ему место барабанщика. Когда Хендрикс не смог сделать выбор между Митчем Митчеллом и Эйнсли Данбаром, Чес Чендлер предложил бросить монетку.
Как вспоминал позднее Чендлер, собравшись вместе, музыканты играли четыре часа без перерыва.

Я работал с Georgie Fame & the Blue Flames в течение 18 месяцев, каждый понедельник группа приходила и получала свою зарплату, а в этот конкретный понедельник мы все пришли и были уволены. Я вернулся домой к своим родителям в Илинг, и на следующий день мне позвонил Чес Чандлер. Он сказал мне, что у него есть артист, которого он только что привёз из Америки. Был ли я заинтересован в том, чтобы играть? Я сказал: «Что это влечёт за собой?» — «Всё, что у нас есть, — это две недели работы во Франции, на разогреве у Джонни Холлидея». Они прошли по крайней мере через полдюжины барабанщиков, включая Джона Бэнкса из The Merseybeats, Эйнсли Данбара, который почти получил место, — вероятно, Колина Аллена из группы Зута Мани. На самом деле, каждый барабанщик в Лондоне, казалось, погорел на этом, и я был последним. Я встретил этого чёрного парня с очень-очень растрёпанными волосами, одетого в плащ Burberry. Выглядевшего очень прямо, если не считать волос. Мы были в этом крошечном подвальном клубе, играли с этими смехотворно маленькими усилителями, и около двух часов мы пробежались по тому, что мы все знали — ваши корни Чака Берри, Уилсон Пикетт, традиционные ритм-энд-блюзовые вещи, которые всякий знает и приемлет. Просто чтобы почувствовать друг друга. Я тогда и не знал, что Ноэл чуть ли не впервые в жизни держит в руках бас. Кажется, они взяли его за то, что у него была приличная стрижка и вообще он не был похож на проходимца.
Оригинальный текст (англ.)I'd been working with Georgie Fame & the Blue Flames for 18 month, every Monday the band went in and got its paycheck, and this particular Monday we all went in and were all fired. I went back home to my folks place in Ealing, and the next day I got a call from Chas Chandler. He told me he had this artist he'd just brought over from America. Was I interested in having a play? I said, "What does it entail?" He said, “All we've got is two weeks' work in France, opening for Johnny Halliday.” They'd been through at least half a dozen drummers, including John Banks from the Merseybeats, Aynsley Dunbar, who very nearly got the gig - probably Colin Allen from Zoot Money's band. In fact, every drummer in London seemed to have had a crack at it and I was the last one. I met this black guy with very very wild hair wearing this Burberry raincoat. Looked very straight really, apart from the hair. We were in this tiny basement club, playing with these ridiculously small amps and for about two hours we ran through what we all knew - your Chuck Berry roots, Wilson Pickett, basically R&B stuff everyone knows and accepts. Just feeling each other out. I didn't know then that Noel had only just picked up a bass for first time. Apparently he got the gig because he had the right haircut — but them's the breaks, you know?
 
— 
С названием для новой группы возникли сложности. Варианты обдумывались ещё до отъезда. Название The Experience предложил менеджер Майк Джеффери. Хендриксу поначалу оно не слишком нравилось, но в итоге он согласился.
11 октября был подписан контракт. Музыканты по своей неопытности не стали внимательно с ним знакомиться, о чём впоследствии пожалели. Так Реддинг в своей книге писал:

Как артисты мы брали на себя обязательство сочинять песни и исполнять их вместе или порознь, и записывать, как минимум, 10 синглов в год (больше, если того захотят продюсеры, и меньше при форс-мажорных обстоятельствах). Если кто-то уходил из группы, действие контракта не прекращалось, и артист должен был привести того, с кем он объединится, чтобы с ним тоже заключили контракт. Мы не имели права записывать пластинки для кого-то другого, не могли записывать для кого-нибудь старый материал в течение пяти лет, передавать свои права и лицензии, делать что-либо другое в нарушение данного соглашения. Мы отдавали Джеффери и Чендлеру все наши авторские права во всём мире (на песни) и права на воспроизведение (радио, телевидение, фильмы), права использовать наши имена, биографии и любую другую информацию, которая может быть полезной при продаже записей, и право передавать наши права кому-то другому. Мы брали на себя обязательство не нарушать законы, хорошо вести себя на людях и не болеть.

После трёх дней репетиций, 13 октября 1966 года в парижском зале «Олимпия» состоялся сценический дебют новой группы. Собственного материала у группы на тот момент не было: исполнялись песни «Hey Joe», «Wild Thing», «Have Mercy», «Land Of 1000 Dances» и «Everybody Needs Somebody to Love». Чендлер же хотел, чтобы группа исполняла собственный материал.
Репетициям музыканты новой группы предпочитали выступления на публике. По признанию Реддинга, репетиции слишком напоминали обязательную работу. Митч Митчелл время от времени позволял себе не являться на репетиции вовремя. Это продолжалось до тех пор, пока Чендлер не оштрафовал его на сумму месячного жалованья.
Чендлер позаботился и о внешнем облике группы, рассчитывая привлечь таким образом внимание публики. Он подобрал музыкантам сценические костюмы. Цвет кожи Джими Хендрикса не мог не обращать на себя внимание, тем более что его эффектно оттеняли двое белых. Другой такой группы в Англии не было. Интересный зрительный эффект создавало то, что Хендрикс был левшой, а Реддинг — правшой.
Никто из троих музыкантов не хотел становиться певцом. Хендрикс иногда исполнял вокальные партии, выступая в США, но в Англии поначалу не соглашался. В итоге было решено, что петь будет именно он. Он не был выдающимся певцом, однако его манера пения была действительно индивидуальна: голос сочетал в себе холодную уверенность с нервными интонациями и мог переходить с пения на речитатив.
Кит Ламберт, менеджер The Who, услышав игру Хендрикса лондонском в кафе Scotch of St. James, предложил выпустить сингл на своей студии Track Records. Договорились, что первую пластинку запишут на студии «Polydor», а когда в марте 1967 года начнёт работать «Track», они обратятся туда.
Ламберт был настолько впечатлён игрой Хендрикса, что написал с Чендлером текст контракта там же в клубе прямо на подставке под пиво.
По возвращении из Франции, где The Experience разогревали Джонни Холлидея, они отправились в DeLane Sea Studios, чтобы записать основные партии для дебютного сингла «Hey Joe». Там же записали и вокал, но ни Хендрикс ни Чендлер не считали этот результат удачным. В последующие недели Чендлер водил Хендрикса по разным лондонским студиям, в итоге доведя исполнение до желаемого уровня. Нужно было записать песню и для второй стороны сингла. Хендрикс планировал сыграть кавер-версию ритм-энд-блюзового хита «Land Of 1000 Dances», но Чендлер настаивал на записи собственной песни. Таким образом появилась первая сочинённая Хендриксом для The Experience песня «Stone Free». Она была записана и сведена за один день.
Первые недели существования группы были нелёгкими в финансовом отношении. Деньги кончались. Предложений выступать не поступало. Чендлеру пришлось продать пять своих гитар, чтобы оплатить приём в клубе Bag of Nails. Он употребил все связи, чтобы пригласить людей, которые могли бы предложить работу. Филлип Хэйвард, владелец нескольких клубов, после этого концерта пригласил Хендрикса в аккомпанирующую группу для New Animals за 25 фунтов.
Переломным стало выступление в клубе Croydon. Публика была в шоке, поскольку ничего подобного ранее не слышала. У группы появилась постоянная работа. Потом был концерт в Round House. Когда у Хендрикса сломалась гитара, Чендлеру, чтобы спасти положение, пришлось продать последнюю бас-гитару и купить гитару для Джими. Концерт прошёл удачно, и выпущенный 16 декабря 1966 года сингл «Hey Joe» стал пользоваться успехом, несмотря на то, что его не крутили на радио.

### Успех
Когда «Hey Joe» стала хитом, перед The Jimi Hendrix Experience открылись двери клубов и концертных залов Лондона. О Хендриксе начала писать пресса.
Триумфальным было выступление в клубе Blaises, расположенном в подвале, куда нередко приходили музыканты, агенты, менеджеры и писатели. Клуб был набит битком. Хендрикс играл на гитаре зубами, что произвело особенное впечатление на публику. На следующий день в Melody Maker появилась заметка:

Джими Хендрикс, фантастический американский гитарист, взорвал умы толпы, напичканной звёздами, которая пришла посмотреть на него в Biaises. Трио Джими взорвалось прекрасными звуками, такими как «Rock Me Baby», «Third Stone From The Sun», «Like A Rolling Stone», «Hey Joe» и даже необычная версия «Wild Thing» Трогга. У Джими великолепное присутствие на сцене и исключительная техника игры на гитаре, которая включает в себя игру зубами в одних случаях, а на других вообще без рук! Джими, похоже, станет одним из главных клубных имён 67-го года.
Оригинальный текст (англ.)Jimi Hendrix, a fantastic american guitarist blew the minds of the star-packed crowd who went to see him at Biaises. Jimi's trio blasted through some beautiful sounds like 'Rock Me Baby', "Third Stone From The Sun', 'Like A Rolling Stone', 'Hey Joe' and even an unusual version of the Trogg's 'Wild Thing'. Jimi has great stage presence and an exceptional guitar technique, which involves playing with teeth on occasions and no hands at all on others! Jimi looks like becoming one of the big club names of '67.

Интерес к группе, и в первую очередь к Хендриксу, всё более и более возрастал. Как пишет Крис Уэлч в своей книге, вскоре после Рождества казалось, что чуть ли ни весь Лондон вновь пришёл посмотреть на Джими, теперь уже в клубе Bag of Nails. Там было полно рок-звёзд, которые сидели перед сценой за длинными столами. Сюрпризом стала игра Митча на ударных. Он неистовствовал, переходя с одного барабана на другой. Следующим вечером все вновь пришли послушать The Jimi Hendrix Experience в клуб «7 1/2» недалеко от Пикадилли. Зрители задыхались от жары, но не желали ничего пропустить. Пришли Мик Джаггер, Мариан Фэйтфул, Пит Таунсенд, Эрик Клэптон, Анита Палленберг, Фенэлла Филдинг и Гленн Кэмпбелл. Воздействие на зал, где находились преимущественно музыканты, которых нелегко удивить, стало поистине ошеломляющим.
Ещё одним таким прорывом был концерт в Saville Theatre, возглавляемом Брайаном Эпстайном, где The Jimi Hendrix Experience выступали на одной сцене с The Who. Эффект был таковым, что здание чуть не рухнуло. Краткая заметка об этом концерте также появилась в Melody Maker.
Талант Хендрикса стал очевиден не только для слушателей и критиков. Его игрой восхищались Эрик Клэптон и Пит Таунсенд. Таунсенд и Клэптон той зимой ходили на все выступления Хендрикса в клубах Лондона. Как отмечал впоследствии Чендлер, дни, проведённые в лондонских клубах, были для Хендрикса счастливыми.
Сингл «Hey Joe» тем временем уверенно двигался вверх по чартам. 7 января он занимал 48 место, а 4 февраля поднялся на 4-е. Группа отправилась в студию, чтобы записать второй сингл «Purple Haze». Эта песня была написана в ноябре 1966 года, и сам Хендрикс объяснил суть песни так: «Это всего лишь фантазия, которую я связываю с прочитанным мною в одном из научно-фантастических журналов о красном луче смерти». Образы были взяты из романа «Ночь света» Филиппа Хосе Фармера, опубликованного в 1957 году. В романе действие происходит на мистической планете Радость Данте, где из-за чрезмерной солнечной активности ночное небо временами окрашивается в фиолетовый цвет, и некоторые обитатели планеты сходят от этого с ума. Сингл «Purple Haze» вышел 17 марта, а 25 марта достиг четвёртой позиции.
В марте 1967 года The Jimi Hendrix Experience гастролировала вместе с The Walker Brothers, Энгельбертом Хампердинком и Кэтом Стивенсом. Гастроли проходили в дружеской атмосфере, несмотря на то, что музыканты, с которыми выступала группа, сильно отличались по стилю от The Experience. Джими Хендрикс часто играл джемы, Ноэль одно время подменял заболевшего гитариста Хампердинка. Гастроли прошли с успехом. На всех концертах был аншлаг. Именно во время этих гастролей было решено устраивать поджигание гитары.
К тому времени музыканты The Jimi Hendrix Experience превратились в настоящих звёзд со всеми атрибутами звёздности. Уже во время гастролей с The Walker Brothers Реддингу и Митчеллу приходилось отвлекать внимание толпы от Джими ярко-оранжевыми нарядами. Хендрикс старался не выходить из номера днём. После концерта возбуждённые дамы преследовали его и, зажав в дверном проёме, вырывали клочья волос.
Пользуясь популярностью группы, менеджеры устраивали как можно больше выступлений. Музыканты уставали не только от выступлений — утомлял постоянный ажиотаж. Как вспоминал Реддинг, невозможно было уйти с вечеринки, чтобы на каждой руке не повисло хотя бы по паре девиц. Напряжение музыканты пытались снять при помощи алкоголя и наркотиков.

Несмотря на то, что о нём говорят, Джими никогда не был наркоманом. Неправда и то, что наши менеджеры чуть ли не силком заставляли Джими принимать наркотики. Наркотики, безусловно, употреблялись в те дни группами в дороге, в основном те же самые наркотики употребляли миллионы домохозяек и бизнесменов. Они действительно стали образом жизни. Даже если бы ты сам старался избегать наркотиков, какой-нибудь придурок пришёл бы и подмешал тебе это в выпивку. От этого было очень трудно отделаться.
Оригинальный текст (англ.)Drug were certainly consumed in those days by bands on the road, mainly the same drugs were used the by millions of housewives and businessmen. They did become a way of life. Even if you tried to avoid drugs yourself, some asshole would come along and spike your drink. It was very hard to get away from.

Как в музыке, так и во внешнем виде музыканты старались быть ни на кого не похожими. Это вызывало противоречивые, нередко полярные оценки: от восхищения и подражания до насмешек и оскорблений. Последнему способствовал создаваемый в прессе образ музыкантов-дикарей. Например, в мае 1967 года тридцать отелей Стокгольма отказались их принять, и пришлось вылететь в Хельсинки, но там их не пустили в ночной клуб.
Дебютный альбом, названный Are You Experienced?, вышел 12 мая 1967 года. 3 июня он занимал 5 место в чартах журнала Billboard, а 10 июня поднялся до 2 места, уступив лишь битловскому Sgt. Pepper's Lonely Hearts Club Band, и до 7 октября удерживался на этой позиции, иногда опускаясь на 3 место. Альбом впитал в себя все творческие наработки группы: пост-дилановский лиризм, психоделические эксперименты и переосмысление того, как можно играть на электрогитаре — всё это накладывалось на блюзы, мелодии в стиле соул, рок-н-роллы, которым задавал ритм пульсирующий звук бас-гитары Реддинга и барабаны Митчелла.

### The Jimi Hendrix Experience в США
В планы Чендлера и Джеффри входило завоевание американского рынка. Хендрикс на тот момент был почти неизвестен у себя на родине. Когда он прибыл в Монтерей за пять дней до выступления The Jimi Hendrix Experience на фестивале Monterey Pop, он даже порадовался своей безызвестности.
Группа должна была выступать в последний день трёхдневного фестиваля после The Who, которые выступили с большим успехом, и музыканты The Jimi Hendrix Experience волновались, не зная как их примут. Группа продемонстрировала всё то, чем уже покорила Европу. Хендрикс в оранжевой рубашке и красных брюках терзал гитару, забрасывал её за спину и играл, держа на вытянутых руках; исполнял филигранные соло с чудовищным рёвом и с использованием фидбэка. В заключении концерта он сжёг свою гитару. Публика была в восторге. Многие считали, что The Jimi Hendrix Experience затмили всех звёзд Монтерея.
После такого триумфа Майк Джеффери договорился о совместных гастролях The Experience с The Monkees, находившихся на вершине славы. Чендлер, узнав об этом, рассердился и сказал, что подобные гастроли, скорее всего, ожидает провал. И действительно, The Monkees были коммерческой поп-группой, пользовавшейся успехом у подростков, которым сложная музыка The Jimi Hendrix Experience была непонятна. Как вспоминал Митчел

Как бы то ни было, мы всё ещё искали концерты, и в какой-то момент Чес получил телефонный звонок от Майка Джеффери: «Послушай, что я тебе скажу. У меня есть замечательный концерт, от которого ты не можешь отказаться. Тур всей жизни … the Monkees». Мы думали, что он нас разыгрывает. «И вы уезжаете завтра». Мы подумали: «Ну вот, опять». После Walker Brothers и Энгельберта мы получим Monkees. Они были славными ребятами, хотя мы думали, что они не умеют играть. Мы делили с ними частный самолёт и все такое, но, Боже, неужели их зрители ненавидели нас? Мы стартовали в Джексонвилле, и, как я уже говорил, этот тур был нашим первым опытом общения с Югом и расизмом. В этом туре было несколько приятных моментов. Мы провели пару дней в автобусах Greyhound и обнаружили, что Питер Торк умел играть на банджо, Майк Несмит умел играть на гитаре, Микки Доленц был чертовски хорошим парнем, и мы думали, что другой был немного гадом.
Оригинальный текст (англ.)Anyway we were still looking for gigs and at some point Chas received a phone call from Mike Jeffery: "Listen, What I'got for you. I've got wonderful gig that you cant turn down. The tour of lifetime ... the Monkees". We thought he was having us on. "And you leave tomorrow!" We thought, "Here we go again". After the Walker Brothers and Engelbert, we get the Monkees. They were a nice bunch of chaps, even though we thought they couldn't play. We shared the private plane and all that, but God, did their audience hate us. We opened in Jacksonville and as I said before, that tour was our first experience of South and racism. There were some nice things about the tour. We did a couple of days on Greyhound buses and we discovered that Peter Tork could play banjo, Mike Nesmith could play on guitar, Mickey Dolenz was one hell of a nece guy and we thought the other one was a bit of a creep.

Однако группа дала немало и удачных концертов, их много снимали, брали интервью, записывали в американских студиях. Не упускал Хендрикс и возможности устроить джем с американскими музыкантами. В один из дней Хендрикс и Реддинг посетили концерт Фрэнка Заппы в театре Garrick, где Джими увидел возможности педали «wah-wah». Он захотел перенять это новшество и той же ночью отправился в студию «Mayfair».

### Гастроли и новый альбом

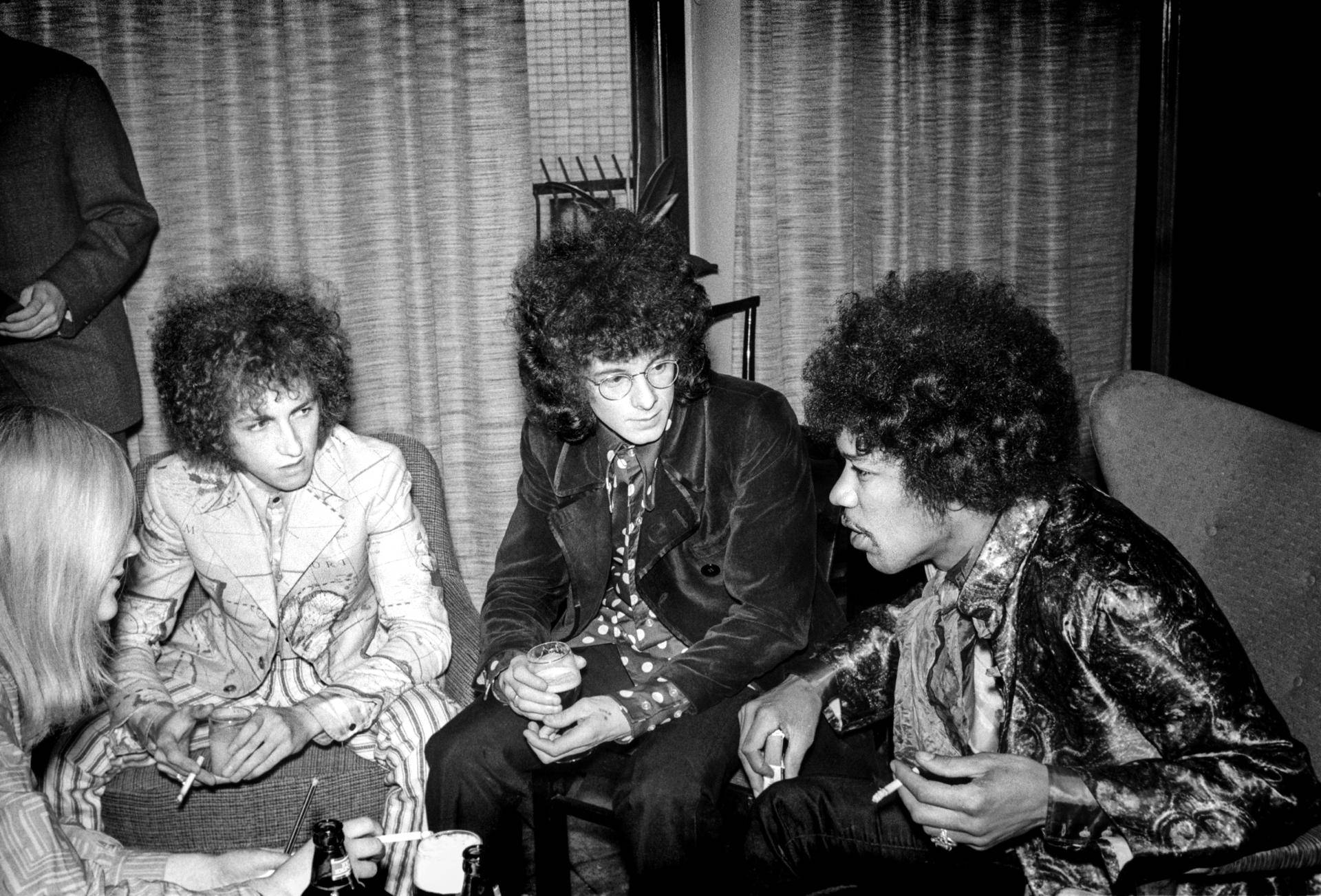
Culture House, Хельсинки. Май 1967.

В конце августа 1967 года группа снова с огромным успехом выступала в лондонском рок-театре Saville. Последнее выступление, которое должно было состояться 27 августа, было отменено в связи со смертью Брайана Эпстайна. Хендрикс выступил там 8 октября вместе с Артуром Брауном и Eire Apparent.
В ноябре группа гастролировала по Великобритании совместно с Pink Floyd, The Move, The Nice, Amen Corner.
В то же время группа записала альбом Axis: Bold As Love, выпущенный в Великобритании 1 декабря 1967 года. Работа над ним шла значительно дольше, чем над первым. Именно тогда начались трения между группой и Чесом Чендлером, касавшиеся продюсирования записи. Чендлер настаивал на сохранении за ним полного контроля над процессом записи и сведения, что не устраивало музыкантов, которые хотели сами определять собственное звучание.

Достаточно часто мы сталкивались с Чесом по поводу дублей. Ему страшно нравились перезаписи и наложения, но он пытался добиться совершенства, просто-напросто заставляя нас переписывать одну и ту же вещь снова и снова. Он замечал только как растет запас версий. Ноэлу же совершенно не нравилось столько времени торчать в студии, особенно переписывая по нескольку раз одну и ту же вещь. Часто все кончалось тем, что он уходил из студии и отправлялся в пивную на другой стороне улицы. Когда так случалось, мы с Джими продолжали работать без него, но так дело не очень клеилось. Иногда мы записывали гитару и барабаны или же бас и барабаны, но, как правило, дело кончалось тем, что Ноэл приходил позже и накладывал партию баса.
— Митч Митчелл
Тогда же начались конфликты между Реддингом и Хендриксом. Реддингу не нравилось много раз записывать одни и те же партии.

Меня выматывали сессии звукозаписи. Помню, что, записывая Axis: Bold As Love в студии Olympic в Лондоне, мы даже не репетировали. Мы просто приходили и разучивали песню. Джими обычно объяснял, чего он от нас хочет. И мы записывали четыре дорожки с бас-гитарой, потом ударные, вокал и ритм-гитару, а когда дело доходило до тридцати шести перезаписей гитарной партии, я просто ложился в студии и засыпал.
Оригинальный текст (англ.)I used to get uptight at recording sessions. I remember Axis: Bold As Love at Olympic Studios in London. We didn't rehearse. We'd go in and learn a song. Jimi would tell us what he needed. We'd do about four bass tracks, then drums and vocals, and rhythm guitar, and when it got to the thirty-sixth guitar over-dub I would lay down in the studio and go to sleep.
— Ноэль Реддинг
Джими же отличался феноменальной работоспособностью и требовательностью к себе. Звукорежиссёр Эдди Крамер рассказывал об этом:

Джими, бывало, высунет голову из кабинки и спросит: «Всё нормально? Ты уверен?» Я отвечаю: «Да, Джими, в этот раз всё получилось просто великолепно», а он говорит: «Ну ладно, тогда я попробую ещё разок». И мы продолжали записывать дубли, каждый из которых был лучше предыдущего, но ему они всё равно никогда не казались достаточно совершенными.

В английских чартах альбом достиг 5 места, а в США, где он вышел 15 января следующего года — 3-го.

### 1968 год
В январе 1968 года The Jimi Hendrix Experience поехали в короткое турне по скандинавским странам, которое началось в Швеции. В Гётеборге в отеле «Opalen» Джими был задержан полицией «за нарушения порядка в гостиничном номере». Джими напился и, придя в свой номер, стал всё крушить. В шесть утра кто-то вызвал полицию, и Хендрикса задержали за нарушение порядка. Чендлер добился освобождения Хендрикса после уплаты штрафа.
В конце января The Jimi Hendrix Experience отправились в двухмесячный тур по США. 13 марта, в ходе тура, состоялось совместное выступление группы с Джимом Моррисоном. 5 апреля в Ньюарке Хендрикс исполнил композицию, посвящённую убитому днём ранее Мартину Лютеру Кингу. 8 апреля тур закончился, Реддинг и Митчелл вернулись в Лондон, а Хендрикс остался в США.
12 апреля в Великобритании вышел сборник под названием Smash Hits, поднявшийся до 4 места. В США альбом вышел в июле 1969 года c несколько иным набором песен и достиг в американских чартах 6 места.
В мае состоялся тур по Италии, в июле — по Испании. В 1968 году группа принимала участие в нескольких фестивалях.
В апреле 1968 года на студии Record Plant в Нью-Йорке началась работа над третьим альбомом Electric Ladyland. Процесс записи надолго затянулся, и альбом вышел только в сентябре. Тому было насколько причин. Записи часто прерывались концертными выступлениями. Хендрикс стремился сделать как можно лучшую запись, делая новые и новые дубли. К тому же Хендриксу хотелось разнообразить звучание студийными эффектами, а также пригласить сессионных музыкантов, с которыми он часто играл джемы в то время. Вновь обострились разногласия с Чендлером и Реддингом. Чендлер в итоге отстранился от участия в работе над альбомом, и единоличным продюсером стал Хендрикс. Реддинга очень утомляла рутинная работа в студии. Случалось, что он просто бросал записи и уходил из студии. В итоге в альбоме во многих песнях на бас-гитаре играет Хендрикс, а не Реддинг.

Единственное, что мешало, это то, что Джими пытался меня учить, что играть. Я мог выслушать насчёт темпа и пауз, но я не хотел, чтобы мне указывали, какие брать ноты. Меня это очень раздражало. Но мы с Джими неплохо ладили. Жаль, что потом он так зациклился на электронике и наложениях. Меня это просто выводило из себя. Музыка получалась слишком перегруженной. Ему надо было сохранять простоту, это было бы то, что надо.
Оригинальный текст (англ.)The only hang-ups were that Jimi tried to tell me what to play. I could learn the tempo and breaks, but I didn't want to be told what notes to play. I used to get really uptight. But Jimi and I had good communication. It was a shame that later on Jimi got too hung up with electronics and overdubbing. I used to get really pissed off. His music got too involved. He should have kept it simple, and it would have been perfect.
— Ноэль Реддинг
Однако результат стоил затраченных усилий и нервов. Альбом сразу же взлетел на первое место американского хит-парада и получил «золотой» статус уже в первую неделю продаж. Очень высоко оценили эту работу и критики. Сам Хендрикс стал культовой фигурой, а The Jimi Hendrix Experience — одной из самых востребованных групп в мире. Успех альбома в Британии был меньшим — там он не поднялся выше пятого места. Выпущенная синглом кавер-версия песни Боба Дилана «All Along the Watchtower» в британских чартах дошла до 5 места, в американских — до 20-го.
В конце июля началось новое большое турне по США. Фактически оно длилось с небольшими перерывами почти до конца года.

### Распад
Бесконечные гастроли всё сильнее утомляли музыкантов. Обострялись конфликты внутри группы.
Ноэль Реддинг:

Десять месяцев мы жили друг у друга буквально на головах. Усталость, постоянный приём наркотиков, фанаты, преследовавшие нас повсюду, воровство в гостиничных номерах — всё это приводило нас в отчаяние. Разговоры сводились в основном к деньгам, потому что нам казалось, что деньги могут сделать нас свободными… < … > Всего лишь год назад мы были вместе, пытались добиться успеха, а теперь мы раскалывались, нас разобщали силы, которые мы не могли ни понять, ни остановить…

Сочинение песен прекратилось. Никто уже не думал о записи нового альбома. В ноябре 1968 года стало известно, что группа собирается распасться. Планировалось, что каждый из музыкантов The Experience создаст свою группу, а два раза в год Хендрикс, Реддинг и Митчелл будут собираться и выезжать на гастроли как The Experience, но со своими группами, которые будут играть на разогреве. Музыканты эту идею одобрили, но ей не суждено было сбыться.
Ещё летом 1968 года, когда шла запись альбома Electric Ladyland, Ноэль Реддинг организовал группу Fat Mattress, куда вошли его друзья, бывшие музыканты группы Living Kind — вокалист Нил Лэндон, бас-гитарист Джим Левертон и барабанщик Эрик Дилон. Сам Реддинг вернулся к роли соло-гитариста.
В январе 1969 года музыканты объединились, чтобы отправиться в турне по Европе. Но теперь всё было не так как раньше. Музыканты старались как можно реже встречаться за пределами сцены. Хендрикс уже не испытывал удовлетворения от тех ритуальных действий на сцене, которые совершал раньше, и которых ждала от него публика. Теперь всё чаще он стоял неподвижно и просто играл. Реддинг распрямил вьющиеся от природы волосы, чтобы никто не думал, что он подражает Хендриксу. 24 февраля 1969 года на концерте в Лондоне Fat Matress играла на разогреве у The Jimi Hendrix Experience. Так было и на многих последующих концертах. Джими Хендрикс:

«Мы стали чем-то вроде кукурузных хлопьев на завтрак. Настоящие рабы поп-музыки. Я чувствовал, что над нами висит угроза стать американским вариантом Дэйва Ди, Доузи, Мика и Тича. В этом нет ничего плохого, но только не для нас. Мы решили, что надо с этим покончить и найти что-то своё. Я устал от такого отношения фанатов, будто они оплатили твой дом и машину и теперь уверены, что ты будешь делать то, что они хотят, до конца своей жизни…»
Оригинальный текст (англ.)People were starting to take us for granted, abuse us. It was that what-corn-flakes-for-breakfast scene. Pop slavery, really. I felt we were in danger of becoming the American version of Dave Dee, Dozy, Mick and Tich. Nothing wrong with that, but it's just not our scene. We decided we had to end that scene and get into our own thing. I was tired of the attitude of fans that they'd bought you a house and a car and now expected you to work the way they wanted you to for the rest of your life.
— Джими Хендрикс
Последнее выступление группы состоялось 29 июня 1969 года на поп-фестивале в Денвере. Начался концерт хорошо. Но в итоге возбуждённая толпа стала прорываться на сцену. Полиция применила слезоточивый газ, но ветер подул в сторону сцены. Музыканты почувствовали резь в глазах и стали задыхаться, но уйти со сцены не могли, потому что она была окружена плотной стеной людей. Один из рабочих сцены пробрался сквозь толпу и подогнал фургон к сцене, в него и спрятались музыканты. Толпа окружила фургон. Крыша прогнулась под тяжестью тел. Водитель завёл мотор и поехал, надеясь, что никого не задавит. Когда фургон доехал до отеля, фанаты всё ещё висели на крыше и на стенках фургона. Музыкантам с трудом удалось проскочить в отель. Впоследствии они с содроганием вспоминали этот день.

### The Cry of Love
Ноэль Реддинг вернулся в Лондон к Fat Mattress. Джими Хендрикс же стал готовиться к Вудстокскому фестивалю. Для этого был снят дом в трёх милях от Вудстока, где проходили джемы и репетиции. В его новую группу вошли Митчелл, басист Билли Кокс, которого Хендрикс знал со времён армейской службы, ритм-гитарист Ларри Ли, знакомый Хендриксу с 1964 года, а также перкуссионисты Джерри Велес и Юма Султан. Группа получила название Gypsy Sun and Rainbows. Концерт на фестивале 18 августа 1969 года был единственным выступлением этой группы. В конце сентября Хендрикс свернул её деятельность. Оставшуюся часть года Хендрикс в относительном уединении провёл в Нью-Йорке, мало появляясь на людях. В самом конце 1969 года он вместе с Билли Коксом и Бадди Майлзом создал группу Band Of Gypsys. 31 декабря 1969 года и 1 января 1970 года Band Of Gypsys выступили в четырёх новогодних концертах, состоявшихся в зале Fillmore East в Нью-Йорке. Выступление было записано, и эта запись стала единственной, оставшейся от группы. Вскоре Band Of Gypsys прекратила существование.
Создавшейся ситуацией на замедлил воспользоваться менеджер Майкл Джеффри, который уволил Майлза и Кокса и вызвал из Англии Митчелла и Реддинга с целью воссоединения The Jimi Hendrix Experience.
Зимой 1970 года начались переговоры о воссоединении. У Хендрикса после распада Band of Gypsys группы не было. Время от времени он играл джемы с различными музыкантами, а также делал записи в студии. Не было постоянной работы после расформирования Gypsy Sun and Rainbows и у Митчелла. Оба сохраняли отношения с Реддингом, который заканчивал запись уже второго альбома, и иногда играли вместе на джемах.
Переговоры окончились в феврале 1970 года подписанием контракта. Однако Хендрикс уволил Реддинга, вернув на роль басиста Билли Кокса. По словам Хендрикса, такая замена была сделана из чисто музыкальных соображений. Реддинга, который дал согласие играть в возрождённой группе, это обидело. Музыканты выступали под старым названием, но играли уже другую, более спокойную и мелодичную музыку.
Контракт предусматривал три больших тура — по США, Западной Европе и Японии. Американское турне началось 25 апреля в Лос-Анджелесе, а завершилось 1 августа на Гавайях. Последний состав группы поклонники окрестили по названию этого тура — Cry of Love.
31 августа 1970 года Джими Хендрикс со своей группой выступил на фестивале на острове Уайт. Моросил дождь, усилители работали плохо. Импровизации Джими периодически «рассыпались», Хендрикс злился, менял инструменты, а когда выступление было закончено, в раздражении бросил гитару на пол. Через неделю после выступления на острове Уайт сходная ситуация наблюдалась во время выступления на острове Фемарн. Моросил холодный дождь. Отыграв программу, Хендрикс, помахав рукой, ушёл. Это было его последнее официальное выступление. Гастроли были приостановлены из-за болезни Билли Кокса.
Конец группе положила смерть Джими Хендрикса 18 сентября 1970 года.
После ухода из группы Ноэль Реддинг работал с Fat Mattress и Noel Redding Band, но они не снискали ни коммерческого, ни творческого успеха.
Реддинг был найден мёртвым в своем доме в Ирландии 11 мая 2003 года.
Митч Митчелл был найден мёртвым 12 ноября 2008 года в отеле «Бенсон» в Портленде (Орегон) во время трибьют-тура по США.

## Музыка
В основе музыки, исполняемой группой The Jimi Hendrix Experience, лежал американский ритм-энд-блюз. Эта музыка была дополнена «белым» блюз-роком, психоделическим роком и зарождающимся прог-роком. В основном музыкальный стиль группы определял Хендрикс, но на него также влияли Митчелл, тяготевший к джазу, и Реддинг, тяготевший к поп-року.
Группа, наиболее примечательная мастерством, стилем и харизмой своего фронтмена Джими Хендрикса, оказала большое влияние на популяризацию хард-рока и психоделического рока. В книге «1001 альбом, который нужно услышать» про The Jimi Hendrix Experience написано: «За исключением, пожалуй, Cream, The Jimi Hendrix Experience, по мнению многих, могли считаться лучшим в мире трио». Все три студийных альбома группы, Are You Experienced (1967), Axis: Bold as Love (1967) и Electric Ladyland (1968), были включены в топ-100 списка Rolling Stone 500 величайших альбомов всех времён, заняв позиции 15, 82 и 54 соответственно.

## Дискография
- Are You Experienced (UK: май 1967; US: август 1967) — #2 UK, #5 US
- Axis: Bold as Love (UK: декабрь 1967; US: январь 1968) — #5 UK, #3 US
- Electric Ladyland (сентябрь 1968) — #5 UK, #1 US
- Smash Hits (UK: апрель 1968; US: июль 1969; сборник)
- BBC Sessions (1998)